# Paola Ferrari
Paola Andrea Ferrari Yegros (ur. 16 września 1985 w Asunción) – paragwajska koszykarka, reprezentantka kraju, grająca na pozycjach rzucającej lib niskie skrzydłowej, posiadająca także włoskie obywatelstwo, obecnie zawodniczka Girony.

## Osiągnięcia
Stan na 4 lutego 2021, na podstawie, o ile nie zaznaczono inaczej.

### Drużynowe
- Mistrzyni:
  - Hiszpanii (2013)
  - Brazylii (2014)
  - Paragwaju (2000, 2001, 2003, 2006, 2015, 2017)
  - Ekwadoru (2011)
  - brazylijskiej ligi Paulista (2014 – mistrzostwa stanu São Paulo)
- Zdobywczyni:
  - Pucharu Hiszpanii (2015)
  - Superpucharu Hiszpanii (2014)

### Indywidualne
- Najlepsza koszykarka Paragwaju (2014, 2015)
- Wybrana:
  - do I składu ligi hiszpańskiej (2016)
  - jedną z dwóch najlepszych atletek stulecia przez National Sports Secretary of Paraguay (2015)
- Liderka strzelczyń ligi:
  - hiszpańskiej (2016)
  - paragwajskiej (2019)

### Reprezentacyjne
Drużynowe
- Uczestniczka:
  - igrzysk panamerykańskich (2019 – 7. miejsce)
  - mistrzostw Ameryki:
    - 2017 – 6. miejsce, 2019 – 10. miejsce
    - Południowej:
      - 2005 – 6. miejsce, 2006, 2010 – 4. miejsce, 2013 – 5. miejsce, 2018 – 4. miejsce
      - U–16 (1999, 2000)
      - U–18 (1999, 2001)

Indywidualne
- MVP mistrzostw Ameryki Południowej (2010)
- Zaliczona do I składu mistrzostw Ameryki (2017)
- Liderka:
  - strzelczyń mistrzostw Ameryki:
    - 2017, 2019
    - Południowej (2006, 2010, 2013, 2018)

  - mistrzostw Ameryki Południowej w przechwytach (2006)